# Castello di Bastia Corgna
Il castello di Bastia Corgna è un poderoso edificio sito a nord delle colline di Passignano, non lontano dalla villa del Pischiello, davanti al Trasimeno ed alla rocca del Leone di Castiglione del Lago, nell'attuale provincia di Perugia. Fu eretto nei primi anni del Trecento da Francesco della Corgna, figlio di Berardo, capostipite della stirpe, e padre del botanico Corniolo. Impropriamente è conosciuto anche come villa Corgna

## Storia del castello
Nei primi tempi la costruzione fu adibita a fattoria fortificata, di cui erano proprietari, e non feudatari, i primi della Corgna: fu poi trasformata in castello, con un vasto caseggiato protetto da alcune massicce torri, attualmente in serio deterioramento. Come la vicina caratteristica torre di guardia pendente di Vernazzano (1300), aveva la funzione di salvaguardare quest'area strategica, di confine (1,837 km da quello pontificio) tra Stato della Chiesa e Granducato di Toscana,
Bastia Corgna era, dunque, un fortilizio con accesso romanico-gotico, nel cui centro compariva, tra fregi e ghirlande, un primo esempio di stemma  corgnesco, importantissimo per la storia della famiglia. L'emblema, lavorato in pietra, constava in un alberello di corniolo che diventerà il simbolo della progenie di Berardo. Il vetusto torrione, infatti, era circondato da una fitta boscaglia di cornioli: piccoli alberi, con fiori gialli e frutti allungati (le corniole) rosso scarlatti, come ciliegie, ricchissimi di vitamine.
Il castello, nonostante le loro lussuose dimore, era assai frequentato dalla famiglia, specialmente in estate e autunno quando il clima era particolarmente favorevole: Ascanio della Corgna (che fin da piccolo vi soggiornava con i fratelli Laura e Fulvio) vi si recava a caccia o semplicemente a cavalcare, per brevi periodi.
Il botanico Corniolo della Corgna, nipote di Berardo, scrisse proprio alla Bastia (come dicevano i locali!), nel 1410, il famoso trattato di agricoltura Divina Villa, utilizzato dagli studiosi fin nell'Ottocento. Era stato proprio lui a fortificare il complesso, nel 1384, in quanto capitano dei priori di Perugia. Il maniero apparterrà per un certo periodo, nel Cinquecento, a Prospero della Corgna, discendente diretto dal capostipite, che, a volte, vi ospitava i figli di Matteo dall'Isola, autore, nel 1537, del poema celebrativo Trasimenide: indi sarà sempre di proprietà di Ascanio e dei suoi eredi, fino all'estinzione del feudo castiglionese, dato che veniva anche utilizzato per i segnali luminosi con il palazzo dalla parte opposta del lago.
La permanenza, seppure non lunga ed occasionale, degli esponenti della dinastia, titolare del marchesato, poi ducato di Castiglione del Lago, era testimoniata, altresì, da Scipione Tolomei, segretario di corte dei marchesi Diomede, Ascanio II e Fulvio Alessandro. La lettera che il consigliere inviò al giovane Ascanio II, dopo la morte del padre Diomede, contenente prudenti indicazioni circa l'arte di governare uno Stato, era indirizzata al castello di Bastia Corgna.
La casa-forte era delimitata da pochi poderi, vicinissimi alla frontiera con il Granducato di Toscana: la sua antichità era dimostrata pure dai documenti del catasto perugino che la registrava già dal 1258.
Il duca Fulvio II, che non vi sostava volentieri e aveva sempre bisogno di denaro per la propria vita fastosa, cercò di alienare Bastia Corgna, culla ancestrale della sua schiatta in estinzione, ma gli acquirenti preferirono la più rappresentativa Villa del Colle del Cardinale, presso Perugia
Morto, nel 1647, l'ultimo duca Fulvio Alessandro, il castello entrò in possesso della vedova del cognato Fabio, pittore dilettante: costei lo lasciò in eredità, insieme alla rocca di Montalera, alle monache dei sette dolori, di Roma. Dalle suore l'acquistarono, nel Settecento, i Bourbon di Sorbello, come residenza di campagna, subito sostituita dalla vicina e più confortevole villa del Pischiello che costruirono.
Il fortilizio fu, dunque, completamente abbandonato, nell'Ottocento, all'incuria umana e alle intemperie: solo alcuni contadini vi si trattenevano, anche nelle vicine casupole, adiacenti alla chiesina di San Damiano.